# Diocesi di Raphoe

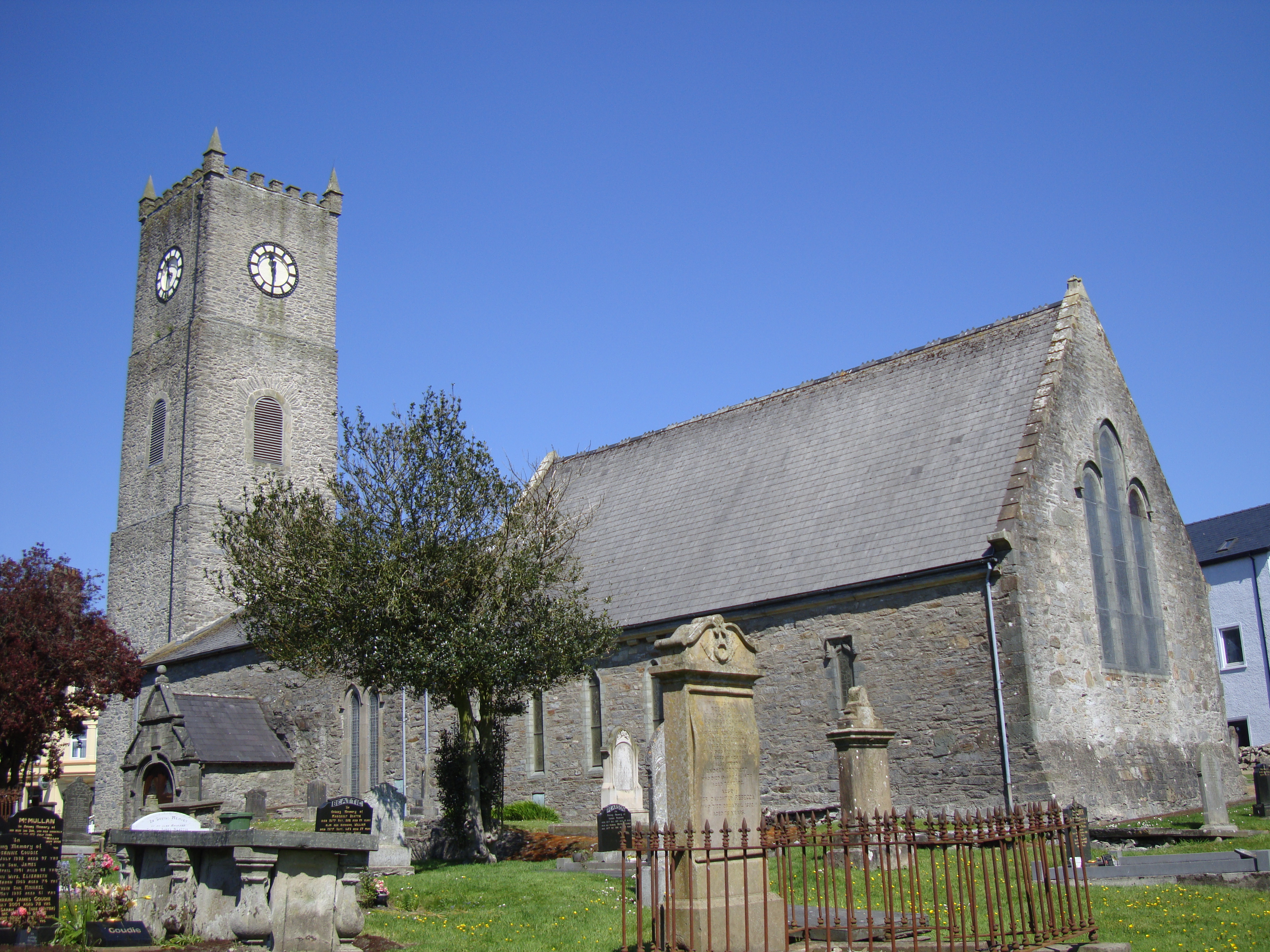
L'antica cattedrale cattolica della diocesi, ora edificio di culto della Chiesa d'Irlanda.

La diocesi di Raphoe (in latino Dioecesis Rapotensis) è una sede della Chiesa cattolica in Irlanda suffraganea dell'arcidiocesi di Armagh. Nel 2022 contava 82.793 battezzati su 91.546 abitanti. La sede è vacante.

## Territorio
La diocesi comprende quasi per intero la contea irlandese di Donegal. Il suo territorio è interamente nella Repubblica d'Irlanda.
Sede vescovile è la città di Letterkenny, dove si trova la cattedrale dei Santi Eunan e Columba.
Il territorio si estende su 4.030 km² ed è suddiviso in 33 parrocchie, raggruppate in sei decanati.

## Storia
Il monastero di Raphoe fu fondato nel VI secolo e restaurato verso l'anno 700 da sant'Adamnan (o sant'Eunan), che è tradizionalmente venerato come primo vescovo della diocesi.
In seguito alla Riforma protestante del XVI secolo, la diocesi subì un lungo periodo di sede vacante, che si protrasse dal 1611 al 1725, con la sola interruzione del travagliato episcopato di John O'Culenen. Questo vescovo fu arrestato una prima volta e condotto a Dublino; fu arrestato nuovamente nel 1643 e, mentre settantadue dei suoi difensori furono uccisi, fu condannato a morte, ma all'ultimo momento, quando era già nelle mani del plotone di esecuzione, fu graziato e imprigionato. Nel 1647 fu liberato in occasione di uno scambio di prigionieri e nel 1653 guadagnò la via dell'esilio, per morire a Bruxelles otto anni dopo.
Dai tempi della Riforma, nessun vescovo cattolico ha più avuto residenza a Raphoe, dove i resti dell'antica cattedrale sono parte dell'attuale cattedrale protestante, mentre sono scomparsi i resti dell'antico monastero.
Nel 1901 papa Leone XIII ristabilì il capitolo diocesano e la nuova cattedrale di Letterkenny fu solennemente dedicata ai santi Eunan e Columba.
Nel 2017 è stato nominato vescovo Alexander Aloysius McGuckian, primo gesuita ad assumere la guida di una diocesi irlandese.

## Cronotassi dei vescovi
Si omettono i periodi di sede vacante non superiori ai 2 anni o non storicamente accertati.
- Mael Brigid MacDornan † (885 - 886 nominato arcivescovo di Armagh)
- Malduin MacKinfalaid † (? - circa 930 deceduto)
- Angus O'Lapain † (? - 957 deceduto)
- Gilbert O'Caran † (prima del 1160 - 1175 nominato arcivescovo di Armagh)
- Anonimo † (1175 - 1198 dimesso)
- Maelisa O'Dorrigh † (1198 ? - dopo il 1203)
- Patrick O'Scanlan, O.P. † (circa 1253 - 5 novembre 1261 nominato arcivescovo di Armagh)
- John de Alneto, O.F.M. † (3 dicembre 1263 - 28 aprile 1265 dimesso)
- Carbra O'Scoba, O.P. † (1266 - 1275 deceduto)
- Florence O'Ferrall † (1275 - 1299 deceduto)
- Thomas O'Nathain † (1299 - 1306 deceduto)
- Henry MacCrossan † (1306 - 1319 deceduto)
- Thomas O'Donnell † (1319 - 1337 deceduto)
- Patrick MacGonnail † (dopo il 1360 - circa 1366 dimesso)
- Cornelius I † (23 dicembre 1367 - ? dimesso)
- John MacIrreninan † (22 febbraio 1397 - ?)
- Cornelius MacCormaic † (ottobre 1397 - 1399 deceduto)
- John MacCormaic † (8 dicembre 1400 - 1419 deceduto)
- Lawrence O'Galchor I † (28 febbraio 1420 - 1438 deceduto)
- Cornelius III † (6 luglio 1440 - ? deceduto)
- Lawrence O'Galchor II † (18 giugno 1442 - dopo il 1469 deceduto)
- John Roger † (12 novembre 1479 - ?)
- Menelaus MacCarmacan † (luglio 1484 - 9 maggio 1513 deceduto)
- Cornelius O'Kahan † (6 febbraio 1514 - ?)
- Edmund O'Gallagher † (11 maggio 1534 - 26 febbraio 1543 deceduto)
- Arthur O'Gallagher † (28 novembre 1547 - 13 agosto 1561 deceduto)
- Donald McGonagle (MacGongail) † (28 gennaio 1562 - 1589 deceduto)
- Niall O'Boyle † (9 agosto 1591 - 6 febbraio 1611 deceduto)
  - Sede vacante (1611-1625)
- John O'Cullenain † (9 giugno 1625 - 24 marzo 1661 deceduto)
  - Sede vacante (1661-1725)
- James O'Gallagher † (21 luglio 1725 - 18 maggio 1737 nominato vescovo di Kildare e Leighlin)
- Bonaventure O'Gallagher, O.F.M. † (10 dicembre 1737 - 1749 deceduto)
- Anthony O'Donnell, O.F.M. † (19 gennaio 1750 - 20 aprile 1755 deceduto)
- Nathan O'Donnell † (18 luglio 1755 - 1758 deceduto)
- Philip O'Reilly † (9 gennaio 1759 - 1782 deceduto)
- Anthony Coyle † (1782 succeduto - 21 gennaio 1801 deceduto)
- Peter McLaughlin † (14 marzo 1802 - 29 luglio 1819 dimesso)
- Patrick McGettigan † (25 giugno 1820 - 1º maggio 1861 deceduto)
- Daniel McGettigan † (1º maggio 1861 succeduto - 6 marzo 1870 nominato arcivescovo di Armagh)
- James McDevitt † (24 febbraio 1871 - 5 gennaio 1879 deceduto)
- Michael Logue † (13 maggio 1879 - 19 aprile 1887 nominato arcivescovo coadiutore di Armagh)
- Patrick Joseph O'Donnell † (26 febbraio 1888 - 14 gennaio 1922 nominato arcivescovo coadiutore di Armagh)
- William MacNeely † (21 aprile 1923 - 11 dicembre 1963 deceduto)
- Anthony Columba McFeely † (14 maggio 1965 - 16 febbraio 1982 dimesso)
- Séamus Hegarty † (12 febbraio 1982 - 1º ottobre 1994 nominato vescovo di Derry)
- Philip Boyce, O.C.D. (29 giugno 1995 - 9 giugno 2017 ritirato)
- Alexander Aloysius (Alan) McGuckian, S.I. (9 giugno 2017 - 2 febbraio 2024 nominato vescovo di Down e Connor)

## Statistiche
La diocesi nel 2022 su una popolazione di 91.546 persone contava 82.793 battezzati, corrispondenti al 90,4% del totale.
| anno | popolazione | popolazione | popolazione | presbiteri | presbiteri | presbiteri | presbiteri                | diaconi | religiosi | religiosi | parrocchie |
| anno | battezzati  | totale      | %           | numero     | secolari   | regolari   | battezzati per presbitero | diaconi | uomini    | donne     | parrocchie |
| ---- | ----------- | ----------- | ----------- | ---------- | ---------- | ---------- | ------------------------- | ------- | --------- | --------- | ---------- |
| 1950 | 82.000      | 102.000     | 80,4        | 104        | 94         | 10         | 788                       |         | 21        | 102       | 27         |
| 1970 | 61.500      | 71.000      | 86,6        | 90         | 80         | 10         | 683                       |         | 35        | 121       | 27         |
| 1980 | 73.337      | 82.934      | 88,4        | 96         | 78         | 18         | 763                       |         | 27        | 106       | 29         |
| 1990 | 78.130      | 86.218      | 90,6        | 94         | 82         | 12         | 831                       |         | 16        | 104       | 31         |
| 1999 | 80.753      | 88.808      | 90,9        | 104        | 94         | 10         | 776                       |         | 15        | 75        | 31         |
| 2000 | 81.500      | 89.000      | 91,6        | 93         | 84         | 9          | 876                       |         | 14        | 65        | 31         |
| 2001 | 79.500      | 87.200      | 91,2        | 97         | 88         | 9          | 819                       |         | 14        | 65        | 33         |
| 2002 | 79.500      | 87.250      | 91,1        | 96         | 84         | 12         | 828                       |         | 16        | 57        | 33         |
| 2003 | 79.600      | 87.300      | 91,2        | 95         | 83         | 12         | 837                       |         | 15        | 54        | 33         |
| 2004 | 79.720      | 87.470      | 91,1        | 93         | 83         | 10         | 857                       |         | 14        | 53        | 33         |
| 2010 | 81.350      | 90.160      | 90,2        | 74         | 73         | 1          | 1.099                     |         | 6         | 51        | 33         |
| 2014 | 82.600      | 90.700      | 91,1        | 85         | 83         | 2          | 971                       |         | 4         | 44        | 33         |
| 2017 | 82.100      | 90.267      | 91,0        | 77         | 77         |            | 1.066                     |         | 1         | 28        | 33         |
| 2020 | 82.505      | 91.150      | 90,5        | 76         | 74         | 2          | 1.085                     |         | 4         | 28        | 33         |
| 2022 | 82.793      | 91.546      | 90,4        | 70         | 69         | 1          | 1.182                     |         | 3         | 19        | 33         |